# Edvin Kurtulus
Edvin Kurtulus, född 5 mars 2000 i Halmstad, är en svensk-kosovansk fotbollsspelare som sedan sommaren 2024 spelar för bulgariska Ludogorets Razgrad. Han representerar även det svenska landslaget.

## Klubbkarriär

### Halmstads BK
Kurtulus började spela fotboll i Halmstads BK som femåring. Han skrev på sitt första professionella kontrakt med HBK den 20 december 2018 inför säsongen 2019 och flyttade därmed upp upp i A-laget. Debuten i Superettan kom den 5 maj 2019 i en 1–0-förlust mot Östers IF. Kurtulus spelade 11 ligamatcher varav 10 var från start.
Under säsongen 2020 spelade Kurtulus 18 ligamatcher från start och gjorde ett mål då Halmstads BK blev uppflyttade till Allsvenskan.
I sin debutsäsong i Allsvenskan med HBK, spelade Kurtulus i 29 av samtliga 30 ligamatcher. Halmstad slutade säsongen 2021 på kvalplats blev nedflyttade tillbaka till Superettan efter att ha förlorat i kvalmatchen mot Helsingborgs IF med sammanlagt 1-3.

### Hammarby IF
Den 12 augusti 2021 undertecknade Kurtulus ett treårskontrakt med den allsvenska klubben Hammarby IF som gäller från 2022. Han debuterade för klubben den 20 februari 2022 i Svenska cupen-gruppspelsmatchen  mot Falkenbergs FF då han blev inbytt i den 62:a matchminuten. Kurtulus gjorde sitt första allsvenska mål den 7 april 2022 i 5-1 bortavinsten mot GIF Sundsvall. Han spelade från start i Svenska cupen-finalen mot Malmö FF som slutade i förlust efter straffar. Kurtulus första säsong med Hammarby slutade på en 3:e plats i Allsvenskan där han spelade i sammanlagt 27 av 30 ligamatcher.
Inför säsongen 2023 skrev Kurtulus på en 3-årsförlängning med klubben och utsågs, den 2 april, till vice kapten bakom Nahir Besara.

### Ludogorets Razgrad
I juni 2024 värvades Kurtulus av bulgariska Ludogorets Razgrad. Under sin debutsäsong i klubben var han med och vann trippeln efter att blivit bulgarisk ligamästare, cupvinnare och supercupvinnare.

## Landslagskarriär
I augusti 2020 blev Kurtulus uttagen i Kosovos U21-landslag till en match mot England i EM-kvalet. Han debuterade den 4 september 2020 och spelade hela matchen mot England, i vad som slutade med en 0–6-förlust för Kosovo.
Den 30 maj 2022 bytte sedan Kurtulus landslag, eftersom han av Janne Andersson blev uttagen för det svenska A-landslaget, som ersättare för Victor Nilsson Lindelöf. Den 9 juni 2022 gjorde han debut för Sveriges herrlandslag i fotboll under en Uefa Nations League-match mot Serbiens herrlandslag i fotboll. Han byttes in i den 41:a matchminuten.

## Privatliv
Kurtulus provspelade 2018 och 2019 för turkiska Fenerbahçe och danska FC Köpenhamn. Han är även äldre bror till fotbollsspelarna Egon och Bleon Kurtulus.

## Meriter
- Bulgarisk ligamästare: 2024/2025
- Bulgarisk cupvinnare: 2024/2025
- Bulgarisk cupvinnare: 2024